# Ohrenzecke
Die Ohrenzecke (Otobius megnini) ist eine Zecke mit weichem Körper, die nur im Larven- und Nymphenstadium parasitär lebt.
Wie der Name vermuten lässt, findet man die parasitären Formen der Ohrenzecke in den Ohren des befallenen Wirts.
Hauptsächlich ist diese Zeckenart in Nordamerika beheimatet, hat sich jedoch weltweit mit den üblichen Haustierarten, wie Pferden, Rindern, Schafen, Ziegen und Hunden, verbreitet.

## Bedeutung
Ohrenzecken bedeuten eine ständige Reizung und Irritation für den befallenen Wirt. Die Tatsache, dass sie meist gehäuft auftreten, kann zu Ulzeration des äußeren Gehörgangs (Otitis externa), starker Sensibilität des Ohres, großem Blutverlust und sogar zu Taubheit führen. Stark befallene Tiere schütteln und reiben oft den Kopf, dies führt zu Verletzung und Enthäutung der äußeren Ohren. Einige Fälle von Befall bei Menschen wurden berichtet. Bei manchen hat die Ohrenzecke sich als Überträger von Krankheitserregern herausgestellt.

## Anatomie
Wie bei vielen Zecken mit weichem Körper sind die Kieferwerkzeuge der Ohrenzecke von dorsal / von hinten (oben) nicht zu sehen.
Die Nymphe hat ein wenig die Form einer Violine mit kleinen, nach hinten zeigenden Stacheln, die den Körper bedecken. Diese sind der Grund für den englischen Trivialnamen spinose ear tick.
Die erwachsene Zecke kann bis zu 10 mm Länge erreichen, ist braun und hat eine etwas grob strukturierte Cuticula. Beide Geschlechter sehen sich sehr ähnlich, sie besitzen weder Hornschuppen noch Hornpanzer.

## Lebensraum
Obwohl die Ohrenzecke hauptsächlich semiarides (halb-trockenes) oder arides (trockenes) Klima braucht, kommt sie, aufgrund der weiten Verbreitung ihrer Wirte, auch in anderen Klimazonen vor. Larven und Nymphen bleiben normalerweise in den Ohren des Wirtes. Ausgewachsene Nymphen und adulte Tiere leben neben dem Wirt, aber immer noch in seiner Umgebung. Sie bevorzugen trockene, geschützte Plätze wie Ritzen und Spalten oder halten sich unter (alten) Baumstämmen oder Zaunpfählen auf.

## Lebenszyklus
Die Ohrenzecke hat einen Ein-Wirt Lebenszyklus, die Larven und die Nymphen bleiben tief im äußeren Gehörgang des befallenen Wirtes für längere Zeit. Die Eiablage erfolgt auf dem Boden oder in Bodennähe, sie schlüpfen nach 18 oder mehr Tagen. Die Larven krabbeln an Pflanzen, Zaunpfählen oder Ähnlichem hoch und warten auf einen Wirt. Sie können ohne Wirt mehr als 2 Monate überleben. Sobald die Larve auf einem Wirt gelandet ist (abgestriffen wurde), wandert sie zum bzw. in sein Ohr und saugt für 5–10 Tage. Dann häutet sie sich und wird zur Nymphe. Diese bleibt weiterhin im äußeren Gehörgang. Die Nymphe frisst (saugt) für ca. 1 Monat, danach krabbelt sie aus dem Ohr und gelangt auf den Boden, um sich dort wieder zu häuten und zur erwachsenen Zecke zu werden. Die Nymphen können bis zu sieben Monaten im Ohr des Wirtes bleiben. Erwachsene Ohrenzecken können sechs Monate lang Eier produzieren. Sie fressen nicht, sondern absorbieren Wasser aus der Luft, um zu überleben.